# 活塞平均速度
活塞平均速度是往复式发动机中的活塞在气缸中运动的平均速度，和冲程与转速相关。

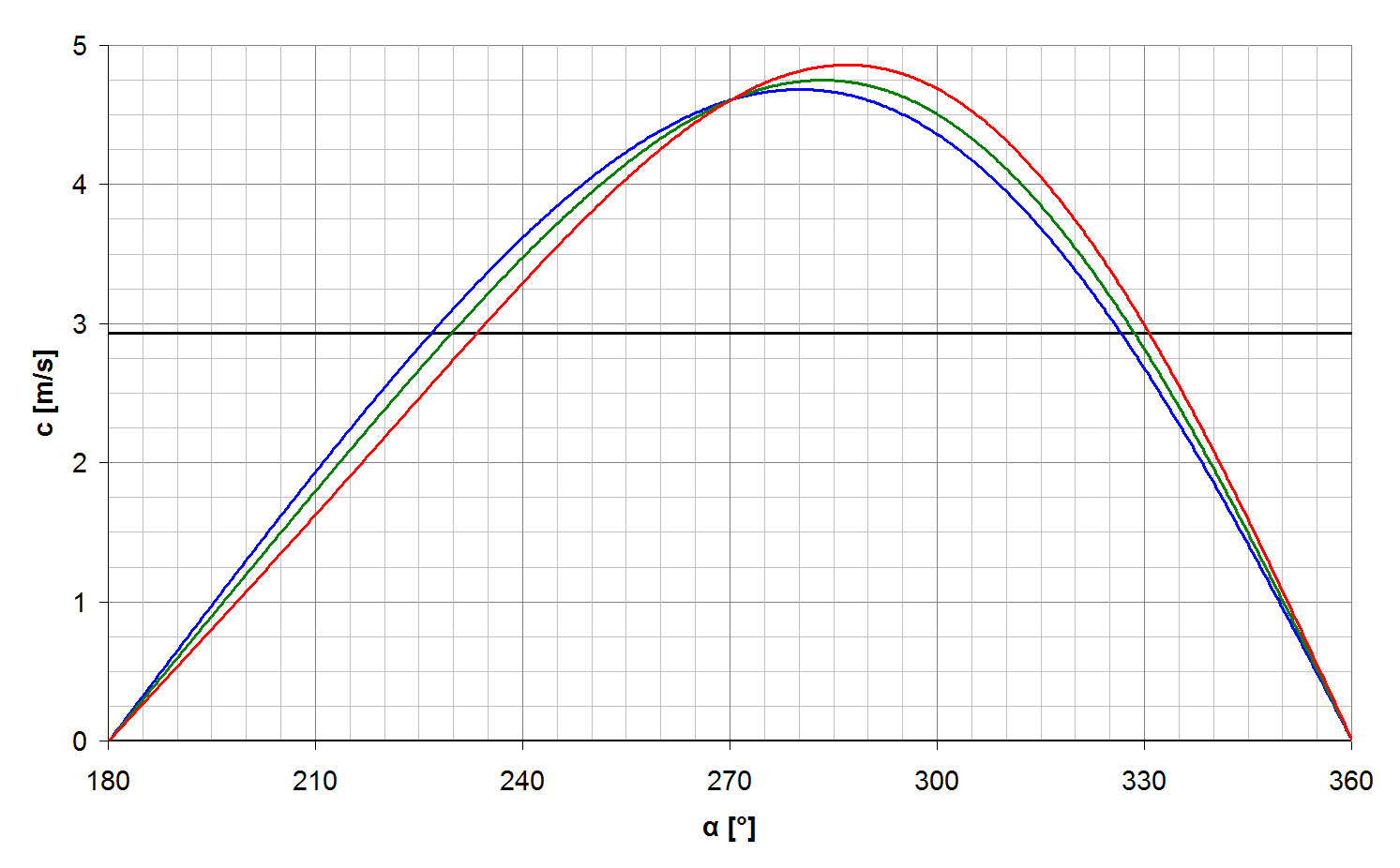
Mean piston speed

活塞平均速度(m/s) = 1/30 * 冲程(m) * 转速(rpm)
在其他条件不变的前提下，活塞平均速度越大，发动机的功率就越大，同时油耗越大，对机械部件产生的应力也越大。
一般来说，船用发动机的活塞平均速度在8.5m/s至9m/s，而摩托车的活塞平均速度不會超过20m/s。